# Kane Hodder
Kane Warren Hodder és un actor estatunidenc nascut el 8 d'abril de 1955 a Auburn, Califòrnia (Estats Units).
És l'actor que ha tingut el paper de Jason Voorhees a la saga Friday the 13th més temps, ja que gairebé a cada pel·lícula, el paper era reassignat.

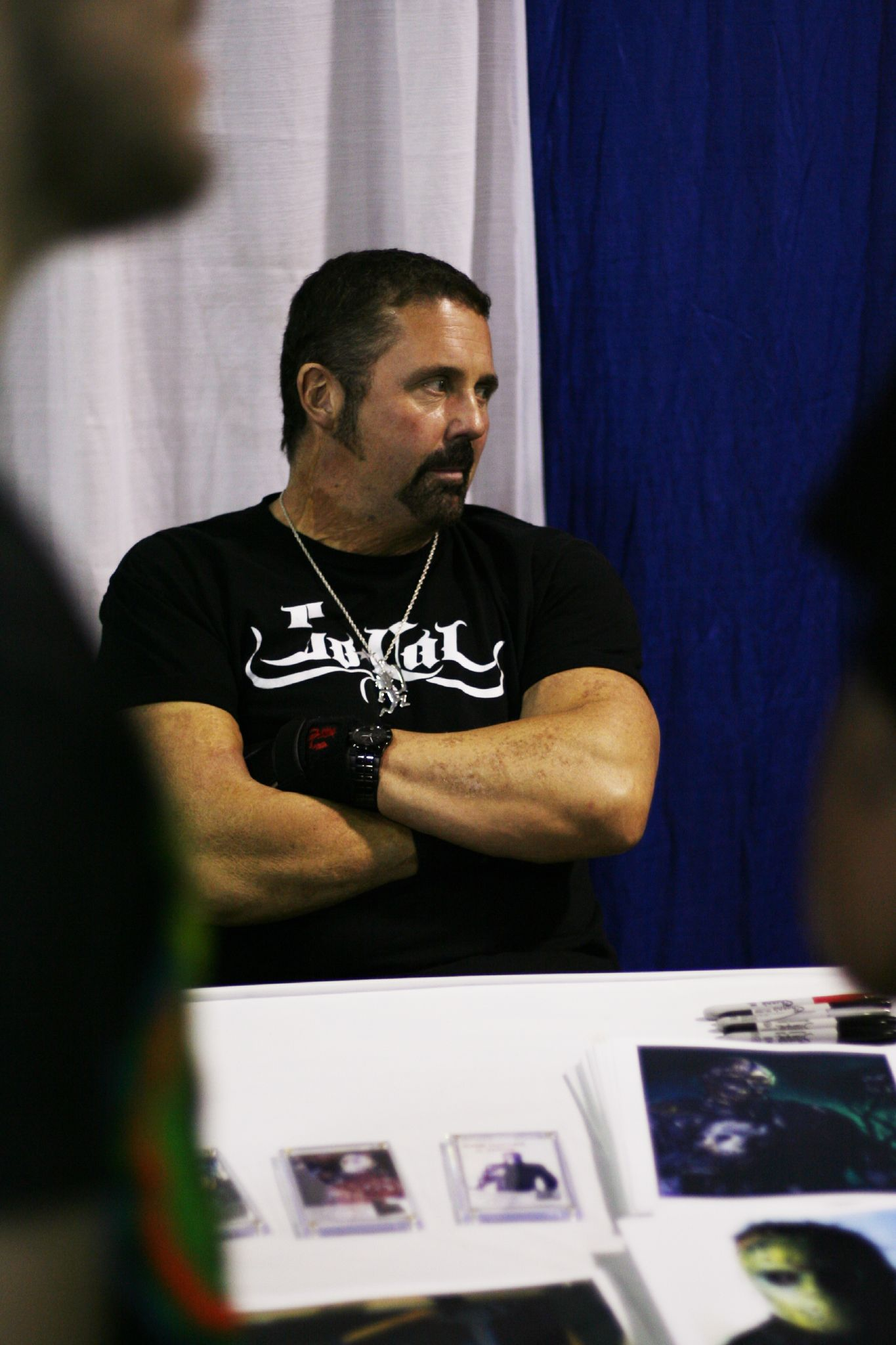
Kane Hodder

## Biografia
Kane Hodder va néixer a Auburn (Califòrnia) i és descendent d'anglesos. Està casat amb Susan B. Hodder i té dos fills: Reed i Jace. Hodder és un àvid jugador de pòquer i juga sovint tornejos del HollywoodPoker. Té la paraula "kill" (matar) tatuada en la part interna del seu llavi inferior.
Malgrat els papers que interpreta sovint, Hodder s'ha descrit sovint com un home molt amistós i molt amable amb els seus fans. Passa molt temps amb nens en centres de cremats.
Va ser el primer actor a interpretar a Jason Voorhees més d'una vegada, en un total de quatre pel·lícules. També ha retratat la icona del terror: Leatherface a través del treball de la pel·lícula de 1990 Leatherface: The Texas Chainsaw Massacre III. També va aparèixer en un episodi de The Arsenio Hall per promoure Divendres 13 VIII: Jason pren Manhattan, vestit com Jason.
Malgrat que es va oferir a repetir el seu paper com Jason Voorhees en la pel·lícula Freddy vs Jason de l'any 2003, el director Ronny Yu va substituir Kane per l'actor doble Ken Kirzinger. Això va crear polèmica entre els fans de la sèrie i van sorgir diversos rumors, incloent la ubicació de Kirzinger al Canadà, i la seva altura en comparació de Robert Englund, l'actor que va interpretar a Freddy Krueger, mentre que el propi Yu va dir que fer-ho va ser idea de New Line Cinema. Encara que Hodder encara expressa ressentiment per no haver estat triat, segueix sent un bon amic de Ken Kirzinger i Robert Englund. El 2011 Hodder al costat de l'autor Michael Aloisi va escriure la seva autobiografia; Desemmascarat: La Veritable Història de l'Assassí del Cinema Més Prolífic del Món. Aquesta autobiografia va ser convertida en una Websèrie, que es va llançar amb el nom de l'Assassí i Jo.
Hodder va protagonitzar la pel·lícula Slasher Hatchet com el personatge principal Victor Crowley, un nen deform físicament que torna de la mort per matar les persones que envaeixen el pantà en el qual viu, una història similar a la de Jason Voorhees. Interpreta al personatge per segona vegada en Hatchet 2 i en Hatchet 3.

## Filmografia
- 1983: McQuade, el llop solitari (Lone Wolf McQuade): Goon
- 1984: Hardbodies: Older Geek
- 1985: City Limits: Unfriendly DA
- 1986: Avenging Force: Thug
- 1987: House II: The Second Story: Gorila
- 1988: Trained to Kill
- 1988: Prison: Forsythe / Gas Mask Guard
- 1988: Friday the 13th Part VII: The New Blood: Jason Voorhees
- 1989: Friday the 13th Part VIII: Jason Takes Manhattan: Jason Voorhees
- 1989: Best of the Best: Burt
- 1991: Alligator II: The Mutation: Billy Boy
- 1991: 9 1/2 Ninjas!
- 1991: The Rapture: Guàrdia de securetat
- 1992: House IV: The Human Pizza
- 1993: Best of the Best 2: Backdoor Man
- 1993: No Place to Hide: Weller
- 1993: Divendres 13: Jason a l'infern (Jason Goes to Hell: The Final Friday): Jason Voorhees / Guàrdia de seguretat 2 / Freddy's Glove
- 1993: Father Hood: Conductor d'autobús
- 1993: Rubdown (TV): Simon
- 1994: Pumpkinhead II: Blood Wings: Keith Knox
- 1995: Steel Frontier: Kinton
- 1995: Scanner Cop II: Segrestador 1
- 1996: The Big Fall: Gunfiring Mobster
- 1996: Best of the Best 3: No Turning Back: Neo-Nazi gunman
- 1997: El senyor dels desitjos (Wishmaster): Merritt's Guard
- 1997: The Shooter: Fighter
- 1998: El protector (The Protector): Henchman
- 1998: Children of the Corn V: Fields of Terror (vídeo): Bartender
- 1998: T.N.T.: Townie 3
- 1998: Watchers Reborn: Clerk
- 1999: Wildly Available: Driver
- 2000: Geppetto (TV): habitant de l'illa del Plaer
- 2001: Jason X: Jason Voorhees / Uber-Jason
- 2003: Daredevil: Guardaespatlles de Fallon
- 2003: DarkWolf: Biker Guy
- 2003: Grind: Sweet Lou's "Girlfriend"'s Dad
- 2003: Monster: Policia
- 2005: Behind the Mask: The Rise of Leslie Vernon: Veí d'Elm Street
- 2005: The Devil's Rejects: Oficial amb màscara de gas
- 2005: 2001 Maniacs: Jason
- 2006: Hatchet: Victor Crowley / Mr. Crowley
- 2006: Behind the Mask: The Rise of Leslie Vernon: Veí d'Elm Street
- 2006: Room 6: Homeless Demon
- 2006: Fallen Angels: Envy
- 2007: Born: Asmodeus / Cardinal
- 2007: Ed Gein: The Butcher of Plainfield (vídeo): Ed Gein
- 2007: Hack!: Mr. Carpenter - Primera víctima
- 2007: Dead Noon (vídeo): Cowboy
- 2008: B.T.K. (vídeo): Dennis Rader
- 2010: Black Friday 3-D: Tyler Hilburg
- 2010: Hatchet 2: Victor Crowley